# 港鐵Schoma柴油機車及Brush電力機車
Schöma 柴油機車，是在觀塘綫、荃灣綫、港島綫、將軍澳綫、何東樓車廠及曾在南港島綫、東涌綫、機場快綫、迪士尼綫所使用的柴油工程機車。
Brush 電池電力機車，是在觀塘綫、荃灣綫、港島綫、將軍澳綫、東涌綫、機場快綫、迪士尼綫所使用的電池電力工程機車。

## 歷史

### Schöma 柴油機車
在 1977 年，地鐵 （現稱港鐵） 為興建修正早期系統而向德國 Schöma 公司引進第 1 期共 9 部 Schöma 柴油機車，編號 L11-L19 ；並在 1979 年，地鐵再向 Schöma 公司引進第 2 期共 9 部柴油機車，編號 L20-L28。在 1993 年再引進第 3 期共 8 部的 Schöma 柴油機車，編號 L31-L38 。全數機車型號為 CFL-200 DCL-R，最高牽引力為 100 噸，最高時速為每小時 45 公里，引擎型號 Caterpillar Model 3306T。
L20、L21、L23 在早年因事故而提早退役。在機場鐵路及將軍澳線興建工程完成後，大部分第1期及第 2 期 Schöma 柴油機車都均已停用，部分機車亦在此時拆解及報廢退役，只剩下不足十部機車並分散在不同車廠。在 2012 年至 2014 年間，港鐵為部分餘下第 1 期及第 2 期 Schoma 柴油機車進行翻新，以應付未來數年落成的港島綫西延、觀塘綫延綫及南港島綫的各項興建工程。進行翻新的機車編號為：L12、L13、L14、L15、L22、L24、L26。
部分第 3 期的 Schöma 柴油機車亦曾經被運至黃竹坑車廠，以進行南港島綫興建工程，並已在工程完成後運回市區線路段繼續服役。在南港島綫工程完成後，編號 L13、L14 被出售並運至東鐵綫過海段的興建商進行路軌、隧道機電設備鋪設工程。
在 2020 年前後，大部分進行過翻新的第 1 期及第 2 期 Schöma 柴油機車幾乎均已拆解及報廢退役。其中 L13、L14 機車在東鐵綫過海段工程完成後，在紅磡灣（前紅磡貨場）的工地範圍原地拆解；L24 機車曾在荃灣車廠停泊數年後報廢退役。L18 機車雖然並沒有進行翻新工程，但亦在小濠灣車廠停泊多年後，在 2020 年前後報廢退役。
直至 2023年，第 1 期 Schöma 柴油機車均全數退役；第 2 期 Schöma 柴油機車只剩下一部 L22 機車在將軍澳車廠內停泊；地鐵公司所購入的 Schoma 柴油機車只剩下第 3 期機車繼續服役，但當中 L38 機車在 2023 年停用，並停泊在九龍灣車廠工程車側線。
1992 年，九鐵亦向德國 Schöma 公司引進 1 部的 CFL-200 DCL-R 型柴油機車，並在何東樓車廠內擔任調車工作，兩鐵合併後租予港鐵公司使用。 （页面存档备份，存于）

### Brush 電池電力機車
在 1983 年，地鐵向英國 Brush Traction 公司引進第 1 期共 5 部的 Brush 電池電力機車，編號 L51-L55；並在 1989 年再引進第 2 期共 6 部 Brush 電池電力機車，編號 L56-L61 。在 1996 年，地鐵為機場鐵路興建計劃而引進第 3 期共 21 部 Brush 電池電力機車，編號 L62-L82。其後在 1999 年引進同一批合共 4 部的Brush電力機車，編號為 L83-L86 。其後在 2016 年，港鐵公司再次引入 2 輛第 3A 期機車，編號為 L87-L88；當中 L88 機車目前只能作次位使用，並不能作為主牽引機使用。
全數 Brush 電池電力機車皆由英國 Brush Traction 公司製造，可選擇使用架空電纜或車內電池運行。第 1、2 期 Brush 電池電力機車最高牽引力為 109 噸，第 3 期及第 3A 期 Brush 電池電力機車最高牽引力為 160 噸，最高時速為每小時 65 公里。
當中 L77 機車曾在 2010 年代前後停用，在小濠灣車廠內停泊並拆除集電弓及車上部分零件。在 2023 年末 L77 機車在小濠灣車廠重新翻油、在沒有重新安裝集電弓的狀態下運送至九龍灣車廠；並在 2024 年 1 月中運送至將軍澳車廠進行復修及翻新工程。

## 圖片集
- L77 機車曾在 2010 年代前後停用，並停泊在小濠灣車廠內
- 翻新後的 L15 機車在九龍灣車廠內被牽引調坑（攝於 2013 年 6 月）
- L15 機車停泊在黃竹坑車廠內
- L18 機車停泊在小濠灣車廠內（攝於 2014 年 2 月）
- L18 機車停泊在小濠灣車廠內（攝於 2015 年 6 月）
- L24 機車停泊在荃灣車廠內
- 翻新後的 L26 機車停泊在九龍灣車廠內

## 外部連結
- The MTR's other fleet of trains （页面存档备份，存于）
- 香港鐵路網 （页面存档备份，存于）

1. ↑  市區綫是指觀塘綫、荃灣綫、港島綫、東涌綫、機場快綫、將軍澳綫及迪士尼綫。